# Geografia Maltei

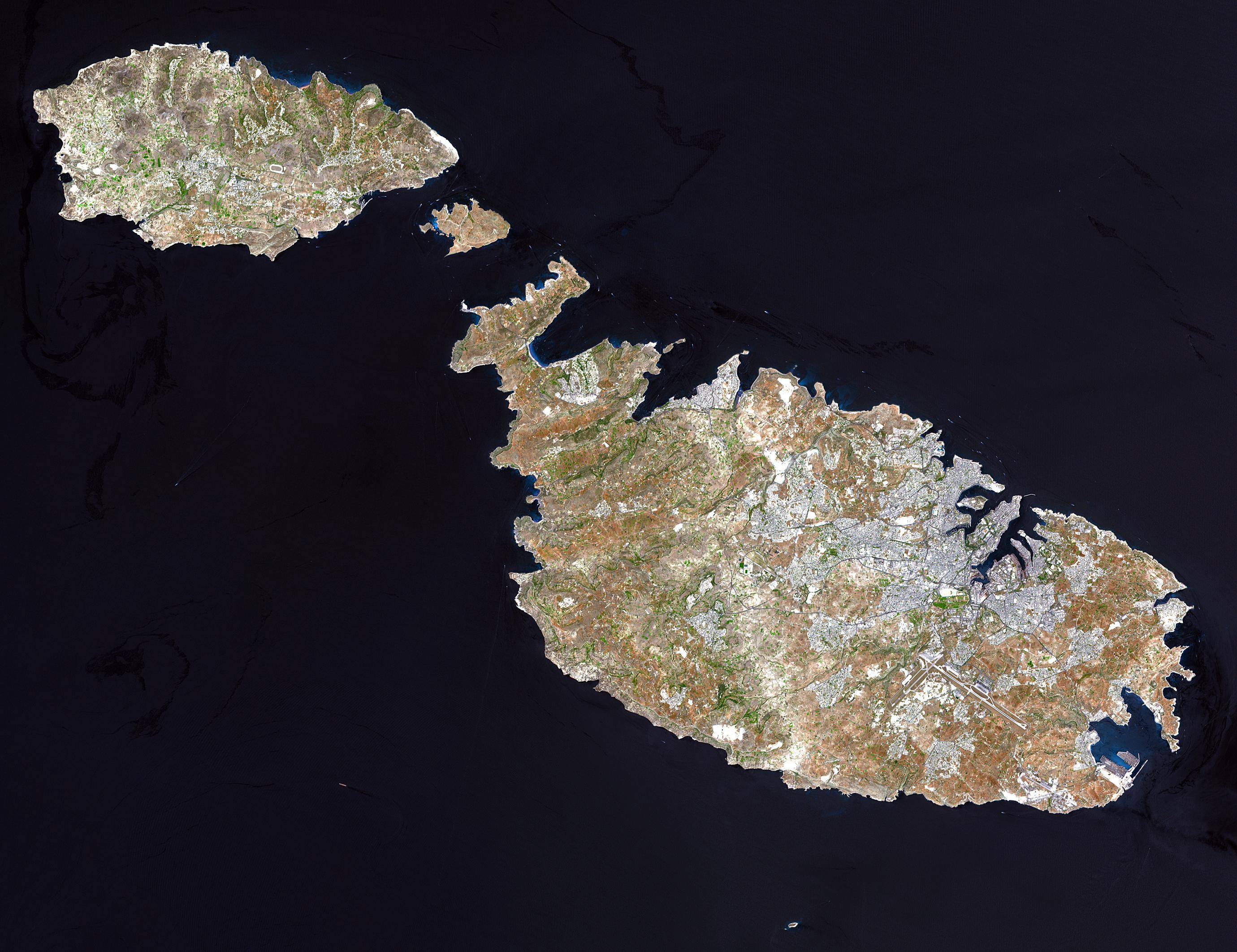
Imagine satelit a Maltei

Geografia Maltei este dominată de apă, fiind un arhipelag de insule formate din roci coralifere sedimentate din Marea Mediterană, aflat la aproximativ 93 kilometri sud de Sicilia, Italia și la 288 de km nord de Tunisia.
Statul Malta are o suprafață de 316 km² fiind unul dintre cele mai mici și mai dens populate state din lume. Capitala de facto este Valletta, iar cel mai mare oraș este Birkirkara. Pe insula principală se găsesc multe orașe mici, ce formează o Zonă Urbană Extinsă cu o populație de 368.250 de locuitori (majoritatea populației din țară) potrivit Eurostat.
Statul maltez cuprinde șase insule. Doar cele mai mari insule -- Malta(ca. 246 km²), Gozo (ca. 67 km²) și Comino (ca. 3 km²)-- sunt locuite. Aceste insule, amplasate strategic, au fost cucerite și stăpânite de diferite puteri de-a lungul secolelor. Celelalte insule, care sunt nelocuite și nelocuibile, sunt: Cominotto, Filfla (care înseamnă "boabă de piper") și Insula St.Paul. Insula principală, Malta, este formată din cinci districte, Gozo și Comino constituindu-se împreună într-un al șaselea. Cea de-a patra insulă ca mărime a fost bază militară britanică, bază pe care aceștia au dinamitat-o la părăsirea ei: Filfla (0,06 km²).
Republica Malta este divizată în 7 regiuni: Gozo, North, North-East, East, West, Central, South.
Întreaga țară insulară este de aproximativ 316 km² ca suprafață. Numeroasele neregularități ale coastelor insulelor formează golfuri, capuri și peninsule determinând condiții naturale propice pentru a crea porturi de calitate.  Întregul peisaj al insulelor este caracterizat de coline joase având câmpii terasate.  Punctul de altitudine maximă al insulelor, cu 253 m, este Ta' Dmejrek pe Insula Malta.  Capitala este Valletta. 